# Planitiae lunari
Segue una lista delle planitiae presenti sulla superficie della Luna. La nomenclatura lunare è regolata dall'Unione Astronomica Internazionale; la lista contiene solo formazioni esogeologiche ufficialmente riconosciute da tale istituzione.

## Prospetto
| Planitia           | Eponimo | Latitudine | Longitudine | Diametro |
| ------------------ | --- | ---------- | ----------- | -------- |
| Planitia Descensus | Descensus - Termine in lingua latina per discesa con riferimento al primo allunaggio morbido, compiuto dalla sonda Luna 9 in prossimità di questa zona il 3 febbraio 1966. | 7,18° N    | 295,85° E   | 0 km     |